# Leptosphaeria menthae
Leptosphaeria menthae är en svampart som beskrevs av Fautrey & Lambotte 1895. Leptosphaeria menthae ingår i släktet Leptosphaeria och familjen Leptosphaeriaceae.   Inga underarter finns listade i Catalogue of Life.